# SS Eastland

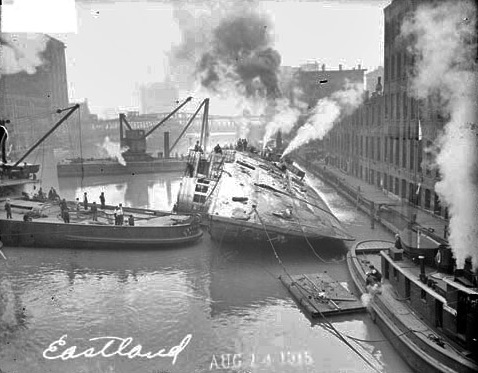
„Eastland” przewrócony na burtę

SS „Eastland” – rzeczny statek pasażerski z Chicago, który był używany głównie do przewozu wycieczek. 24 lipca 1915 roku przeładowany statek przewrócił się na burtę przy kei w centrum miasta. W wyniku katastrofy zginęło 845 pasażerów i członków załogi.
Statek został zamówiony w roku 1902 przez Michigan Steamship Company i zbudowany przez Jenks Ship Building Company. W kwietniu 1903 został ochrzczony przez małżonkę Davida Reida z South Haven, za co otrzymała 10 dolarów nagrody oraz wolny wstęp na pokład na jeden sezon. W maju tego samego roku „Eastland” wyruszył w dziewiczą podróż.

## Pierwsze problemy

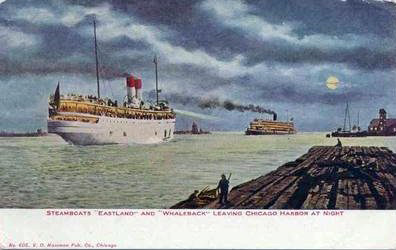
„Eastland” opuszcza Chicago. Wyraźnie widać jego nienaturalną wysokość

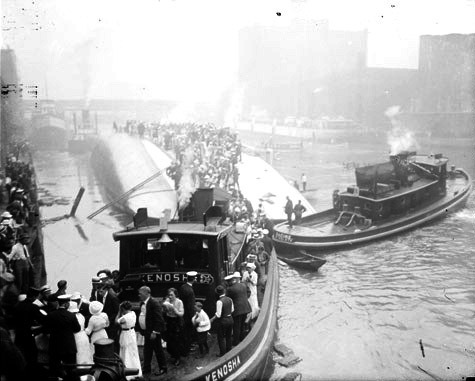
Ratowanie pasażerów podczas katastrofy

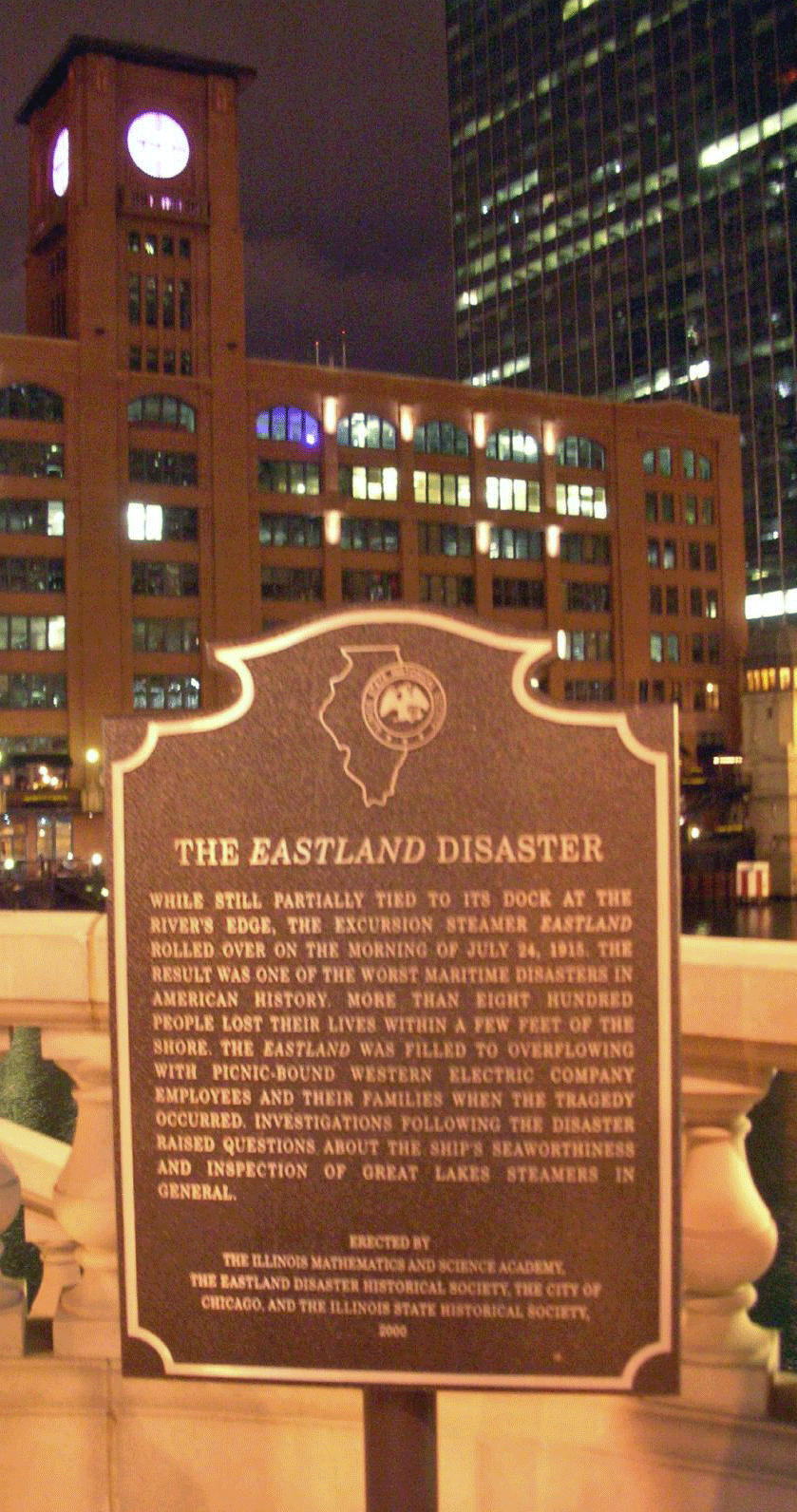
Tablica upamiętniająca katastrofę

Wkrótce po wodowaniu okazało się, że statek ma wady konstrukcyjne, które są przyczyną skłonności do głębokich przechyłów. Jego środek ciężkości był za wysoko, a przesuwał się jeszcze wyżej, gdy znaczna liczba pasażerów znalazła się na górnym pokładzie. W lipcu 1903 z takiego właśnie powodu „Eastland” przechylił się tak głęboko, że woda zaczęła wdzierać się na pokład. Błąd został szybko skorygowany, ale był to pierwszy z wielu takich wypadków. W tym samym miesiącu uszkodzona została rufa statku, gdy przypadkiem uderzył w holownik George W. Gardner. W sierpniu 1906 znów miał miejsce przechył, który spowodował pozwy sądowe przeciwko Chicago-South Haven Line, która kupiła statek wiosną tegoż roku.

## Bunt załogi
14 sierpnia 1903 roku, w drodze z Chicago do South Haven, palacze w kotłowni odmówili podsycania ognia skarżąc się, że nie dostali na obiad ziemniaków, których się spodziewali. Gdy odmówili powrotu do pracy, kapitan John Pereue kazał – pod groźbą użycia broni – aresztować sześciu najaktywniejszych. Po przybyciu do South Haven aresztowanych palaczy – Glenna Watsona, Mike’a Daverna, Franka La Plarte’a, Edwarda Fleminga, Mike’a Smitha i Williama Maddena – osadzono w więzieniu miejskim. Dwaj pozostali, George Lippen i Benjamin Myers, wrócili do pracy i podtrzymywali ogień pod kotłami, dopóki statek nie dotarł do portu. Krótko po tym incydencie Pereue został zwolniony z pracy.

## Katastrofa
24 lipca 1915 roku „Eastland” i dwa inne parowe wycieczkowce, „Theodore Roosevelt” i „Petoskey”, zostały wyczarterowane celem przewiezienia pracowników Hawthorne Works, filii Western Electric Company w Cicero, na wielki piknik pracowniczy w Michigan City. Było to wielkie wydarzenie dla robotników, z których większości nie przysługiwały płatne urlopy pracownicze. Wielu pasażerów „Eastland” było czeskimi i polskimi imigrantami mieszkającymi w Cicero i południowych dzielnicach Chicago. Jedyne zachowane zdjęcie kościoła St. Mary of Czestochowa w Cicero pochodzi z mszy żałobnej w intencji 29 parafian, którzy ponieśli śmierć w katastrofie.
W roku 1915 weszły w życie nowe federalne przepisy prawne – podpisane przez prezydenta Woodrowa Wilsona – znane jako Seaman’s Act, co było spowodowane katastrofą transatlantyku „Titanic”. Przepisy wymagały zwiększenia (tak na „Eastland”, jak i na wielu innych statkach pasażerskich) liczby łodzi ratunkowych. „Eastland” miał już i tak wystarczająco przeciążone górne pokłady. Dodatkowe łodzie ratunkowe czyniły statek jeszcze mniej stabilnym niż przedtem (wprowadzono nawet znaczne ograniczenia liczby pasażerów). Nieco wcześniej, w czerwcu 1914, „Eastland” ponownie zmienił właściciela. Tym razem kupiło go St. Joseph & Chicago Steamship Company, a kapitanem został Harry Pedersen.
Rano 24 lipca pasażerowie zaczęli wchodzić na pokład „Eastland”, zacumowanego przy południowym brzegu rzeki Chicago pomiędzy ulicami Clark i LaSalle. Pomiędzy 630 a 710 na statku znajdowało się 2 752 wycieczkowiczów. Statek był już przepełniony, przy czym wielu pasażerów stało na górnym (spacerowym) pokładzie. Statek zaczął się z wolna przechylać na lewą burtę (przeciwległą od nadbrzeża). Załoga próbowała ustawić statek na równej stępce, napełniając zbiorniki balastowe prawej burty, ale pomogło to w nieznacznym stopniu. Po 15 minutach, być może z powodu zawodów wioślarskich odbywających się na rzece, znaczna liczba pasażerów przeszła na lewą burtę, co spowodowało, że o godzinie 7:28 „Eastland” przechylił się gwałtownie, a następnie przewrócił, opadając na dno rzeki, głębokiej w tym miejscu na 7 metrów. Wielu pasażerów, którzy zeszli pod pokład, by ogrzać się w chłodny i wilgotny ranek, znalazło się w pułapce bez wyjścia, ginąc w wodzie lub przygnieceni ciężkimi meblami. Chociaż statek znajdował się tuż przy nabrzeżu, a holownik „Kenosha” przyszedł z natychmiastową pomocą – tworząc bezpieczne przejście na brzeg dla osób wydostających się z pokładów na prawą, wystającą nad wodę burtę – 841 pasażerów i 4 członków załogi poniosło śmierć. Większość stanowili młodzi ludzie i dzieci. Na liście ofiar znajduje się co najmniej 135 polsko brzmiących nazwisk z najczęściej polskimi imionami jak Jadwiga, Janina, Klemens, Piotr, Wladyslaw. O polskości większości z nich może świadczyć również miejsce pochówku na jednym z dwóch tradycyjnie „polskich” cmentarzy w metropolii.
Pisarz Jack Woodford był świadkiem katastrofy i napisał pierwsze sprawozdanie dla chicagowskiej gazety „Herald and Examiner”:

„Kątem oka zauważyłem, że coś się dzieje. Spojrzałem na rzekę. Ku memu zdumieniu parowiec wielki jak transatlantyk nagle położył się na burtę jak wieloryb, który chce się zdrzemnąć. Nie mogłem uwierzyć, że tak wielki statek może się tak przewrócić na zupełnie spokojnej wodzie, przy doskonałej pogodzie, bez eksplozji, pożaru, bez powodu. Myślałem, że oszalałem.

Wiele ciał wydobytych z wody i z wraku składano początkowo w pobliskim magazynie-chłodni, który w wiele lat później przekształcono w Harpo Studios, gdzie nagrywany był program The Oprah Winfrey Show.
Jednym z pasażerów „Eastland” miał być 20-letni wówczas sportowiec George Halas. Nie ma natomiast żadnych dowodów na to, że na pokładzie statku był (mimo jego zapewnień) komik żydowskiego pochodzenia Jack Benny.

## Drugie życie jako USS „Wilmette”
Po podniesieniu „Eastland” w październiku 1915 roku, wrak sprzedano Rezerwie Marynarki i po remoncie odesłano jako USS „Wilmette” do Great Lakes Naval Base, gdzie został przekształcony w kanonierkę i 20 września 1918 r. oddany pod dowództwo kpt. Williama B. Wellsa. Służył jako okręt treningowy do lipca 1919 roku, kiedy z załogą 10 marynarzy został odstawiony do rezerwy. 29 czerwca 1920 r. kanonierka wróciła do służby pod dowództwem kpt. Edwarda A. Eversa.
7 czerwca 1921 roku „Wilmette” otrzymała zadanie zatopienia SM UC-97, niemieckiego U-Boota zdobytego w czasie I wojny światowej. Strzały z dział „Wilmette” oddali J.O. Sabin, artylerzysta, który oddał pierwszy amerykański strzał w czasie wojny, oraz A.F. Anderson, który wystrzelił pierwszą amerykańską torpedę w tym samym konflikcie. Przez pozostałe 25 lat kanonierka służyła jako okręt treningowy dla rezerwistów.
„Wilmette” zakończyła służbę 28 listopada 1945 roku, a jej nazwa została skreślona z listy okrętów US Navy 19 grudnia 1945 roku. W 1946 jednostka została wystawiona na sprzedaż, ale w związku z brakiem zainteresowanych 31 października 1946 roku została sprzedana Hyman Michaels Co. celem złomowania. Przestała istnieć w roku 1947.

## Odnośniki
Ten artykuł zawiera treści udostępnione w ramach domeny publicznej przez Dictionary of American Naval Fighting Ships. 